# Битва при Эджхилле
Битва при Эджхилле (англ. Battle of Edgehill) (23 октября 1642) — первое большое сражение английской Гражданской войны между армией парламента («круглоголовыми») под командованием графа Эссекса и роялистами («кавалерами») под командованием принца Руперта за контроль над Оксфордом — резиденцией короля Карла I.
Армия круглоголовых выступила 9 сентября и первоначально насчитывала до 20 тысяч человек, часть которых впоследствии дезертировала. С обеих сторон участвовало по 14 тысяч человек.

## Предыстория
После провала попыток достижения компромисса между королем и парламентом и прекращения переговоров   обе стороны начали приготовления к войне. Первыми инициативу в создании своих вооруженных сил проявил парламент, который в июле 1642 года приказал собрать армию «для защиты короля и парламента». Командующим парламентской армии был назначен граф Эссекс, начальником парламентской конницы стал граф Бедфорд. Численность парламентского войска очень скоро дошла до 20 тысяч пехоты при 4 тысячах кавалерии. Для командования ими из Нидерландов были выписаны английские и шотландские офицеры. Первоначально у Карла I сил было так мало, так что в этот момент нападение нескольких полков парламентской кавалерии могли бы без особого труда рассеять его войско. Однако граф Эссекс медлил нападением, желая заставить короля подчиниться без боя, одними угрожающими маневрами войск. Это промедление дало Карлу I драгоценное время, позволившее ему собрать достаточно крупное войско из роялистов и католиков, так что вскоре он имел достаточно сил, чтобы вступить в полевое сражение с парламентской армией. Движение короля заставило Эссекса двинуться к Вустеру, чтоб защитить дорогу на Лондон. 23 октября 1642 г. обе армии неожиданно друг для друга встретились на Эджхилльском поле.

## Ход битвы
Первыми атаковали кавалеры принца Руперта, которые разбили парламентскую конницу, чему способствовала измена Фортескью и его отряда, приведшая в смятение парламентские войска. Однако
«кавалеры» из-за отсутствия дисциплины увлеклись грабежом вражеского обоза. Общепризнано, что это стало главной причиной того, что сражение завершилось фактически ничейным результатом, поскольку «кавалеры», несмотря на некоторые успехи в начале сражения, не смогли разгромить парламентскую армию. Прекрасно проявила себя парламентская пехота — особенно хорошо дисциплинированные полки Эссекса и Холлиса, которые, поддержанные частью конницы, — разбили пехоту короля, которая частью отступила, частью же понесла такой урон, что сам Карл, находившийся в середине схватки, был в опасности. Генерал Линдси бросился в бой во главе своего полка, но был смертельно ранен. Королевская армия находилась под угрозой разгрома и самому королю грозил плен, когда принц Руперт, вернувшись со своей конницей, отразил атаку «круглоголовых» и спас армию роялистов от поражения, а своего короля от плена или смерти.  В битве сражавшиеся стороны понесли примерно равные потери. Круглоголовые даже смогли захватить королевский штандарт, однако подполковник Роберт Уэлч хитростью смог отбить его обратно. Он же сумел захватить у парламентской армии две пушки.

## Последствия
Исход битвы был в целом неопределенным, но Эссекс решил, что его армия намного слабее королевской, отчего он отступил к Уорвику, тем самым открыв королю дорогу на Лондон. Другим последствием стало то, что Кромвель, участвовавший в сражении в звании капитана, убедившись в невысокой боеспособности армии, набранной из ополченцев, пришел к идее необходимости создания профессиональной армии нового образца.

## Награждение Роберта Уэлча
Подполковник Роберт Уэлч, отбивший королевский штандарт у врага, на следующее утро после битвы был посвящен в рыцари Карлом I прямо на поле боя. Король также выдал ему патент на изготовление золотой медали (первой, которая будет вручена человеку за действия на поле боя) в ознаменование события в честь Уэлча. Капитан Джон Смит, претендовавший на вспомогательную роль в спасении королевского штандарта и, также был посвящен королем в рыцари, но медаль была отчеканена во имя и честь сэра Роберта Уэлча.
Однако впоследствии, находясь в изгнании с принцем Чарльзом, Уэлч совершил серьезное нарушение этикета, защищая принца Руперта. В сочетании с политической непопулярностью его друга принца Руперта среди изгнанников-роялистов и тем фактом, что Уэлч был ирландцем, это привело к тому, что роль Уэлча в Эдж-Хилл впоследствии была очернена в пользу Смита (англичанина), который, таким образом, был ошибочно увековечен как единственный герой этого подвига в последующих исторических публикациях.

## Отражение в культуре
Ход битвы показан в британском фильме Кромвель (1970).